# Задлаз-Чадръг
Задлаз-Чадръг (на словенски: Zadlaz - Čadrg) е село в Словения, регион Горишка, община Толмин. Според Националната статистическа служба на Република Словения през 2015 г. селото има 23 жители.